# 酒井俊
酒井 俊（さかい しゅん）は、日本の歌手。

## 略歴
1976年、六本木のジャズクラブ「Misty」に出演し音楽活動を始める。
1977年、トリオレコードよりアルバム『SHUN』を発表しデビュー。
1979年に渡米し2年間マンハッタン在住。8年間の活動休止期間に結婚、出産、離婚を経験。
1987年に音楽活動を再開。
2003年、シングル「満月の夕」で第45回日本レコード大賞企画賞を受賞。
2013年よりベトナム・サイゴン在住。

## ディスコグラフィー

### アルバム
- SHUN（1977年、トリオレコード）
- LOVE SONG（1978年、トリオレコード）
- MY IMAGINATION（1979年、トリオレコード）
- 香港ブルース（1991年3月20日、東芝EMI）
- Kaimono Boogie（1996年12月7日、SSレーベル）
- Fly Me To The Moon（1997年2月1日、SSレーベル）
- Beyond Time（1999年5月1日、地底レコード）
- あいあむゆう（2001年5月20日、SSレーベル）
- 四丁目の犬（2001年6月25日、SSレーベル）
- 夢の名前（2003年10月22日、BMGファンハウス）
- Night at the Circus vol.1（2009年4月22日、ぼっくられこーど）
- PLAYS STANDARD vol.1（2010年11月3日、ぼっくられこーど）
- a few little things（2010年11月3日、ぼっくられこーど）
- 螺旋階段な日常（2012年6月20日、ぼっくられこーど）
- 花巻農学校精神歌（2015年4月20日、ZIPANGU LABEL）

### シングル
- 満月の夕べ（1998年5月25日、SSレーベル）
- 満月の夕（2003年1月22日、BMGファンハウス）

## 出演

### テレビ番組
- スタジオパークからこんにちは（2002年05月10日、NHK）
- Mの黙示録（2003年2月11日、テレビ朝日）
- NHK歌謡コンサート（2003年4月8日、NHK）
- 公園通りで会いましょう（2003年9月7日、NHK）
- 涙と感動! 全部見せますレコード大賞の舞台裏（2004年1月11日、TBS）
- 土曜特集「家族で選ぶにっぽんの歌」（2005年3月19日、NHK）
- 歌謡チャリティーコンサート（2009年4月28日、NHK）